# Teulisna baibarensis
Teulisna baibarensis är en fjärilsart som beskrevs av Matsumura 1927. Teulisna baibarensis ingår i släktet Teulisna och familjen björnspinnare. Inga underarter finns listade i Catalogue of Life.